# Allotrichoma strandi
Allotrichoma strandi är en tvåvingeart som beskrevs av Oswald Duda 1942. Allotrichoma strandi ingår i släktet Allotrichoma och familjen vattenflugor. Inga underarter finns listade i Catalogue of Life.